# Canhão 76 mm M1940 F-34

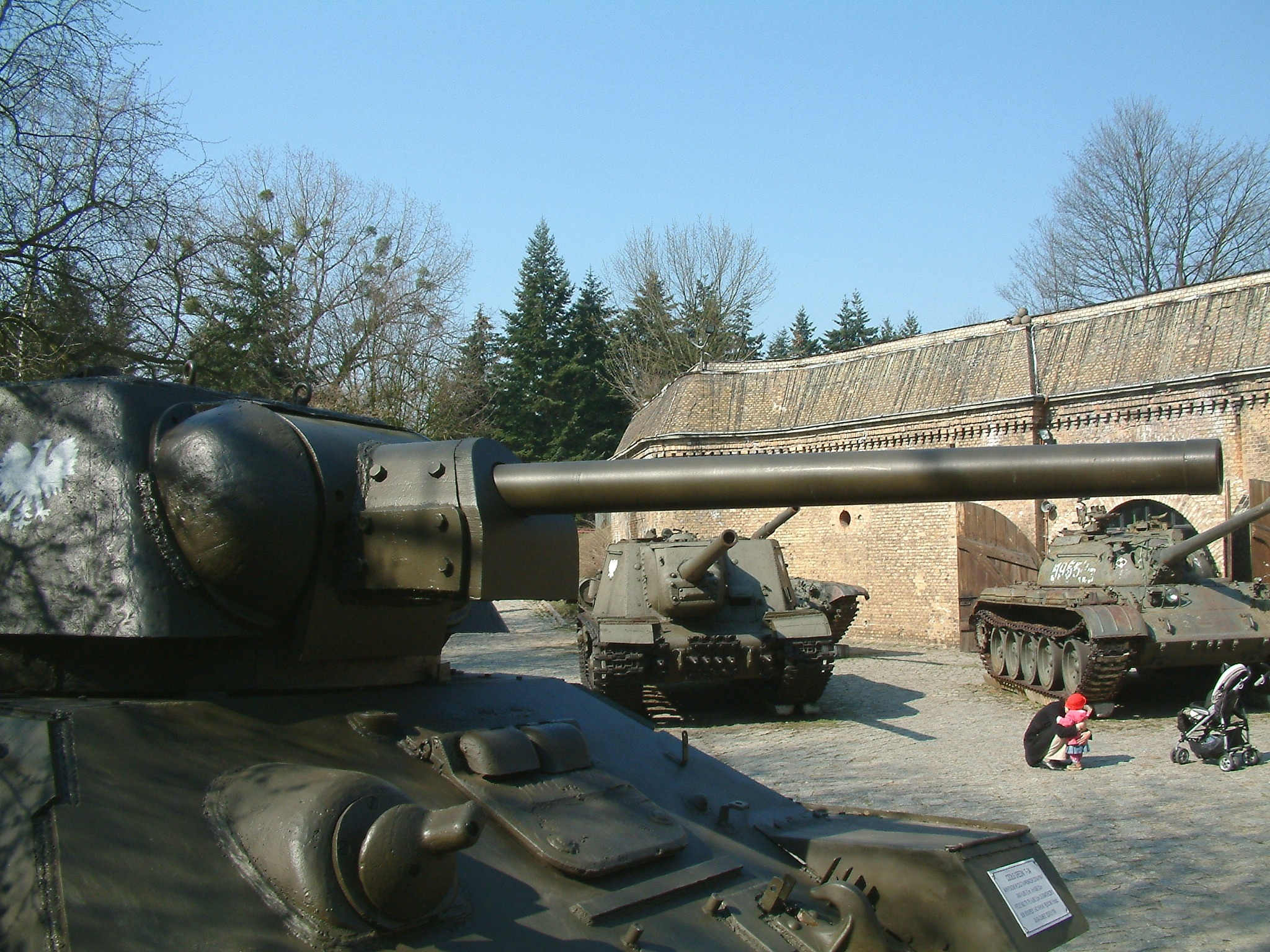
Vista lateral

O canhão 76 mm M1940 F-34 (76-мм танковая пушка обр. 1940 г. Ф-34) foi uma arma soviética utilizada no tanque de guerra T-34/76. Uma versão modificada deste canhão, o 76 mm M1941 ZiS-5 (76-мм танковая пушка обр. 1941 г. ЗиС-5), foi usada nos tanques KV-1 durante a Segunda Guerra Mundial. Hoje em dia, as duas versões são comumente referenciadas apenas pela sua designação de fábrica, "F-34" e "ZiS-5", respectivamente.

## História
O F-34 foi projetado antes do início da Segunda Guerra Mundial por P. Muraviev, da seção de projetos de Vasiliy Grabin na Fábrica nº 92 em Gorky. A arma era superior às contemporâneas de 76.2 mm, a F-32 e a L-11 76.2 mm da Fábrica Kirov, mas foi esta última que foi aprovada para uso no novo tanque T-34. O inicial T-34 Model 1940 com o canhão L-11 estava em produção quando a Alemanha invadiu a União Soviética. 
O F-34 estava pronto para produção, mas a interferência de Grigori Kulik no alto escalão fez com que os burocratas ficassem com medo de aprovar esta arma. Grabin e o diretor da Fábrica de Locomotivas Kharkov (KhPZ), o centro de produção do T-34, conspiraram para produzir o F-34 de qualquer forma, e iniciou a instalação desta arma nos novos tanques. Os novos T-34 Model 1941, que foram posteriormente entregues a comandantes de pelotões, eram imensamente populares entre seus tripulantes. Cartas de unidades de tanque chegaram ao Comitê de Defesa Estatal (GKO) de Stalin, que findou por autorizar oficialmente sua produção. 
Também devido à interferência de Kulik, o KV-1 Model 1940 recebeu o canhão anterior F-32, tornando-o pior armado do que o T-34. O Projetista Chefe de tanques Josef Kotin convenceu o GKO a permitir o uso da arma F-34 no KV-1 Model 1941. A ZiS-5 foi então uma versão da arma desenhada para encaixar melhor na torre do KV-1.
Em 1943, a blindagem dos novos tanques alemães Tiger I e Panther, tornaram o canhão F-34 obsoleto, e foram conduzidos experimentos para encontrar um substituto. O canhão ZiS-2 de 57 mm possuía uma melhor penetração e foi instalado em alguns tanques T-34/57, mas este canhão de menor calibre não podia disparar uma munição alto explosiva adequada para usos gerais. Desta forma, um protótipo do T-34 com blindagem mais pesada foi construído, o T-43, mas continuava vulnerável ao canhão 8.8 cm KwK 36 do Tiger, e tinha sua mobilidade muito reduzida devido ao aumento de peso da blindagem.
No final, o F-34 acabou por ser substituído pelos canhões de 85 mm D-5T e ZiS-S-53 no tanque T-34-85 e pelos canhões de 122 mm e 152 mm nos novos tanques Iosef Stalin e nos destruidores de tanques soviéticos tipo casamata.
Alguns canhões F-34 também foram instalados em alguns tanques do Lend-Lease, o M4A2, conhecido como M4M.

## Comparação de canhões

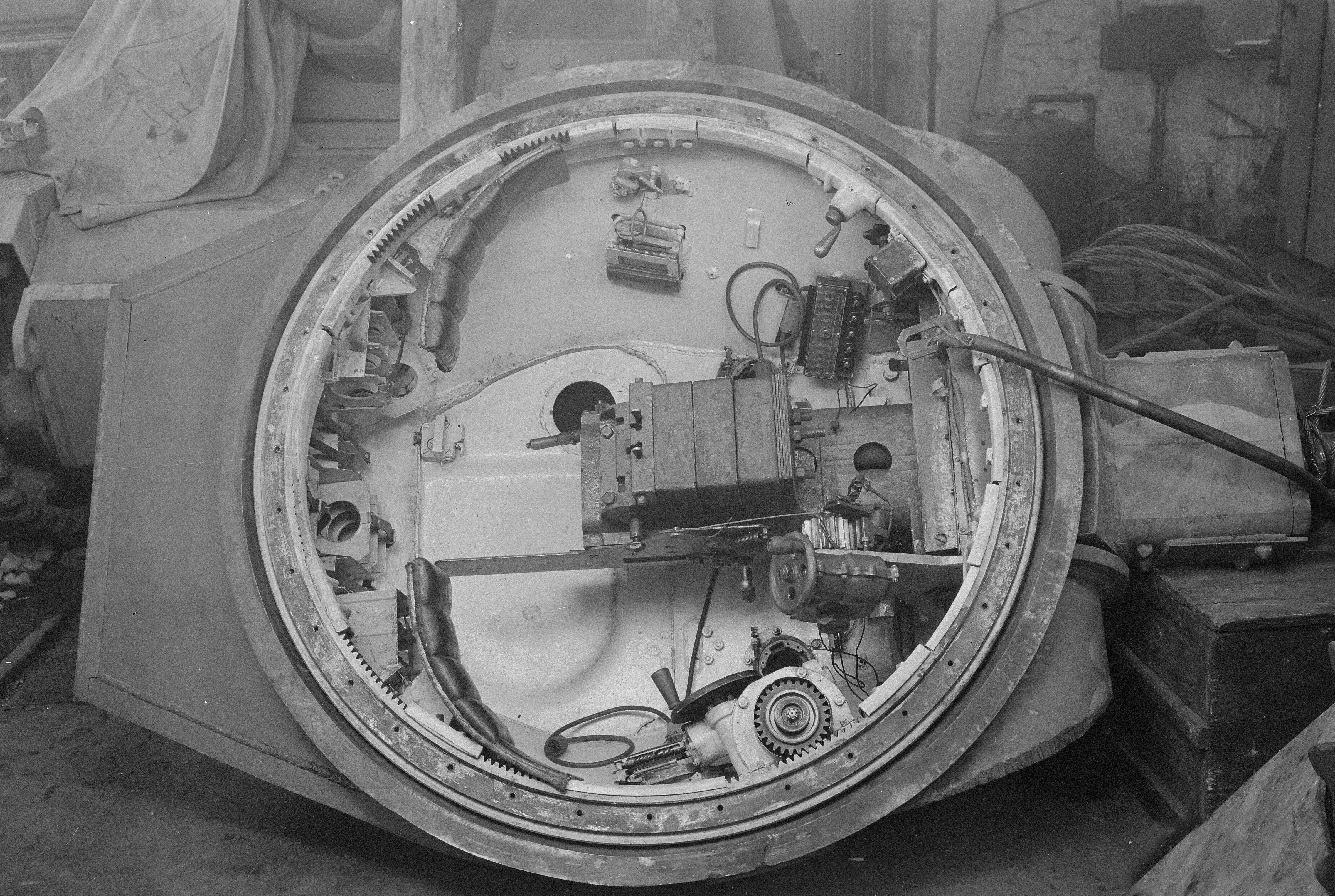
Interior da torre de um T-34 Model 1941, com o F-34 visível. O veículo foi capturado pelo Exército Finlandês e estava passando por uma inspeção. Foto tirada em 1944.

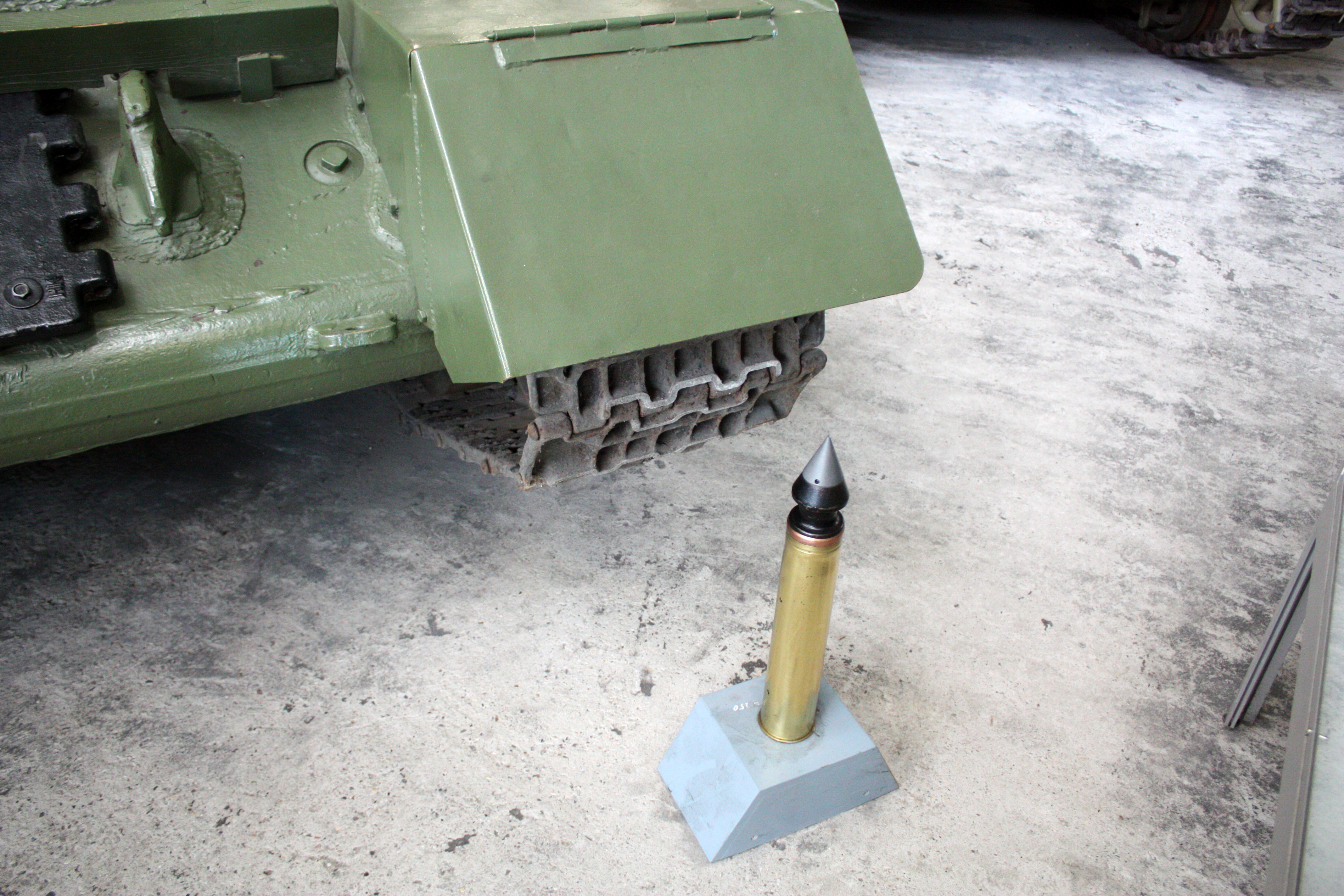
Munição BR-354P APCR

O canhão L-11 de 76.2 mm foi montado no modelo inicial do T-34, o Model 1940 e no KV-1 Model 1939. O F-32 foi então montado no KV-1 Model 1940. Os modelos subsequentes de ambos os tanques utilizaram o F-34 até serem substituídos por canhões de 85 mm no T-34-85 e KV-85.
| Canhão                                           | L-11   | F-32   | F-34   |
| ------------------------------------------------ | ------ | ------ | ------ |
| Comprimento (calibres)                           | L/30.5 | L/31.5 | L/42.5 |
| F-354 Alto explosivo (HE)                        |        |        |        |
| peso (kg)                                        | 6.23   | 6.23   | 6.23   |
| velocidade de saída (m/s)                        | 610    | 613    | 680    |
| OF-350 Alto explosivo com fragmentação (HE-Frag) |        |        |        |
| peso (kg)                                        | 6.21   | 6.21   | 6.21   |
| velocidade de saída (m/s)                        | 610    | 638    | 680    |
| BR-353A Alto explosivo anti-tanque (HEAT)        |        |        |        |
| peso (kg)                                        | 3.9    | 3.9    | 3.9    |
| velocidade de saída (m/s)                        | ?      | ?      | 325    |
| penetração (mm)                                  | 75     | 75     | 75     |
| Perfurante (AP)                                  |        |        |        |
| peso (kg)                                        | 6.51   | 6.51   | 6.3    |
| velocidade de saída (m/s)                        | 612    | 613    | 680    |
| penetração a 500 m (mm)                          | ?      | 60     | ?      |
| penetração a 1,000 m (mm)                        | 50     | 50     | 60     |
| BR-350/BR-350A Perfurante alto explosivo (APHE)  |        |        |        |
| peso (kg)                                        | 6.3    | 6.3    | 6.3    |
| velocidade de saída (m/s)                        | 612    | 613    | 655    |
| penetração a 500 m (mm)                          | 62     | ?      | 69     |
| penetração a 1,000 m (mm)                        | 56     | ?      | 61     |
| BR-350P Perfurante compósito rígido (APCR)       |        |        |        |
| peso (kg)                                        | ?      | ?      | 3.0    |
| velocidade de saída (m/s)                        | ?      | ?      | 965    |
| penetração a 500 m (mm)                          | ?      | ?      | 92     |
| penetração a 1,000 m (mm)                        | ?      | ?      | 60     |